# Szczecin Gumieńce
Szczecin Gumieńce egy lengyelországi vasútállomás Szczecin városban, melyet a PKP Polskie Linie Kolejowe üzemeltet.

## Szomszédos állomások
A vasútállomáshoz az alábbi állomások vannak a legközelebb:
- Szczecin Główny (Szczecin Główny, Bützow–Szczecin-vasútvonal)
- Stobno Szczecińskie (Bützow station, Bützow–Szczecin-vasútvonal)
- Szczecin Główny (Szczecin Główny, RE 4 (Mecklenburg-Vorpommern))
- Grambow railway station (Bützow station, RE 4 (Mecklenburg-Vorpommern))
- Szczecin Główny (Szczecin Główny, RE 66)
- Tantow railway station (Berlin-Gesundbrunnen állomás, RE 66)
- Szczecin Główny (Szczecin Główny, RB 66)
- Tantow railway station (Angermünde railway station, RB 66)
- Szczecin Główny (Szczecin Główny, Berlin–Szczecin-vasútvonal)

## Vasútvonalak
Az állomást az alábbi vasútvonalak érintik:
- Berlin–Szczecin-vasútvonal
- Bützow–Szczecin-vasútvonal